# セーフティフレーズ
セーフティフレーズ（英語: Safety phrases、略：S-phrases)とは欧州連合で制定された有害性化学物質の安全な取扱いを表す一種の分類番号である。
Directive 67/548/EEC Annex Ⅳで制定された。
欧州連合加盟国との間で輸出入される化学製品には以下の項目を付ける義務がある。
- 「物質の名称」
- 「製造業者／輸入業者の名称」
- 「住所及び電話番号」
- 「ハザードシンボル」
- 「危険指示、物質に起因する危険有害性リスクを示すリスクフレーズ」
- 「物質の安全使用、取扱い上の注意を表すセーフティフレーズ」
- 「EINECS番号」

フレーズに関しては欧州連合で公文書を作成することになっている全ての公用語で制定されている。
製品にフレーズは記載せず記号のみを記載するのは多言語間にわたる運用を考慮しているためである。
日本語表記に関しては公的に制定されたものが無いためここに記載されているものは英語版を元にした日本語訳である。

## 項目一覧
- (S1): 施錠して保管
- (S2): 子供の手の届かない場所に保管する
- S3: 冷所に保管
- S4: 居住空間から離れたところに保管
- S5: 製造者が指定した方法により保管しなければならない液体
- S6: 製造者が指定した方法により保管しなければならない不活性ガス
- S7: 容器を厳重に密閉し保管すること
- S8: 容器を乾燥状態で保管すること
- S9: 容器を密閉し、換気のよい場所に保管する
- S10: 改訂により削除
- S11: 改訂により削除
- S12: 容器を密閉して保管してはならない
- S13: 食品、飲料、動物用のエサからは離して保管
- S14: 製造者が指定した物質とは離して保管する
- S15: 熱源から離れたところに保管する
- S16: 発火源から離して保管する－禁煙
- S17: 可燃性物質と離して保管する
- S18: 取り扱いおよび容器を開ける際には注意する
- S20: 使用中は飲食厳禁
- S21: 使用中は禁煙
- S22: 粉塵の吸入に注意
- S23: ガス／フューム／蒸気／スプレー（製造業者が指定する語句）を吸入してはならない
- S24: 皮膚との接触を避ける
- S25: 目との接触を避ける
- S26: 眼に入った場合、直ちに多量の水で洗い流し医師の診察を受ける
- S27: 汚染された衣服は直ちに脱ぎ去ること
- S28: 皮膚と接触した場合、直ちに多量の（製造業者が指定するもの）で洗浄すること
- S29: 排水路中の水を乾燥させてはならない
- S30: この物質に水を加えてはならない
- S33: 静電気に対する予防措置を講ずる
- S35: この物質と容器は安全な方法で廃棄しなければならない
- S36: 適切な保護服を着用の事
- S37: 適切な手袋を着用の事
- S38: 換気が不十分の場合には防毒装備を着用の事
- S39: 保護眼鏡/保護面を着用の事
- S40: 床や当該の物質で汚染されたものすべてを清掃するには(製造者が指定するもの)を使用すること
- S41: 火災や爆発の際には、発生する気体を吸入しないこと
- S42: ガスが発生している際には防毒マスク(製造者が指定するもの)を着用のこと
- S43: 火災が発生した際には、指定された消火器の種類を選んで使用する事（水をかけると危険が増す場合には、絶対に水を使用してはならない）
- S45: 事故が起きたときあるいは気分が悪い場合、直ちに医師の診察を受ける（できればラベルを見せる)
- S46: 飲み込んだ場合は直ちに医師の診察を受ける（できればラベルを見せる)
- S47: 製造者によって指定された温度で保管すること
- S48: 製造者によって指定された方法で保湿すること
- S49: 専用容器にて保管すること
- S50: 製造者によって指定された物と混ぜてはいけない
- S51: よく換気された場所で使用すること
- S52: 室内での大量の使用は推奨されない
- S53: 外気に晒されるのを避け、事前に専用の取扱説明書を用意しておくこと
- S56: この物質を捨てる時は指定もしくは定められた有害物質収集所に持って行くこと
- S57: 環境汚染を防ぐため、適切な閉鎖空間で利用すること
- S59: 回収やリサイクルの際には製造業者や販売者に情報を求めること
- S60: この物質およびその容器は、有害物質として廃棄されること
- S61: 外界に漏れるのを防ぐこと。取扱説明書を閲覧すること
- S62: 飲み込んだ場合は、吐かせずに、直ちに医師の診察を受ける（できればラベルを見せる）
- S63: 吸入した場合は、新鮮な空気の場所で安静にする
- S64: 飲み込んだ場合は、口の中を水でよく洗う（ただし、意識がある場合のみ）

## 組み合わせ
- (S1/2): 鍵をかけ子供の手の届かない場所に保管する
- S3/7: 密閉し、冷所に保管
- S3/7/9: 密閉し、換気のよい冷所で保管
- S3/9/14: 密閉し、(製造業者が指定する物質)から離れた換気のよい冷所に保管
- S3/9/14/49: 購入した際の容器の中でだけ保管し、(製造業者が指定する物質)から離れた換気のよい冷所に保管
- S3/9/49: 購入した際の容器の中でだけ保管し、換気のよい冷所に保管
- S3/14 (製造業者が指定する物質)から離れた冷所に保管
- S7/8: 容器を厳重に密閉し、乾燥状態で保管すること
- S7/9: 容器を密閉し、換気された場所で保管すること
- S7/47: 容器を密閉し、製造者によって指定された温度を越さない場所で保管すること
- S20/21: 使用中は飲食、喫煙厳禁
- S24/25: 皮膚および眼との接触を避ける
- S27/28: 皮膚と接触した場合、直ちに汚染された衣服をすべて脱ぎ去り、大量の（製造業者が指定するもの）で洗浄すること
- S29/35: 排水路中の水を乾燥させてはならない、この物質と容器は安全な方法で廃棄すること
- S29/56: 排水溝に流さないこと。この物質と容器は有害物質として指定された収集所で廃棄されなくてはならない
- S36/37: 適切な防護服と手袋を着用の事
- S36/37/39: 適切な防護服と手袋、保護眼鏡/保護面を着用の事
- S36/39: 適切な防護服と保護眼鏡/保護面を着用の事
- S37/39: 適切な手袋と保護眼鏡/保護面を着用の事
- S47/49: 専用容器にて（製造者が指定する温度）以下で保管すること